# Ala rigida

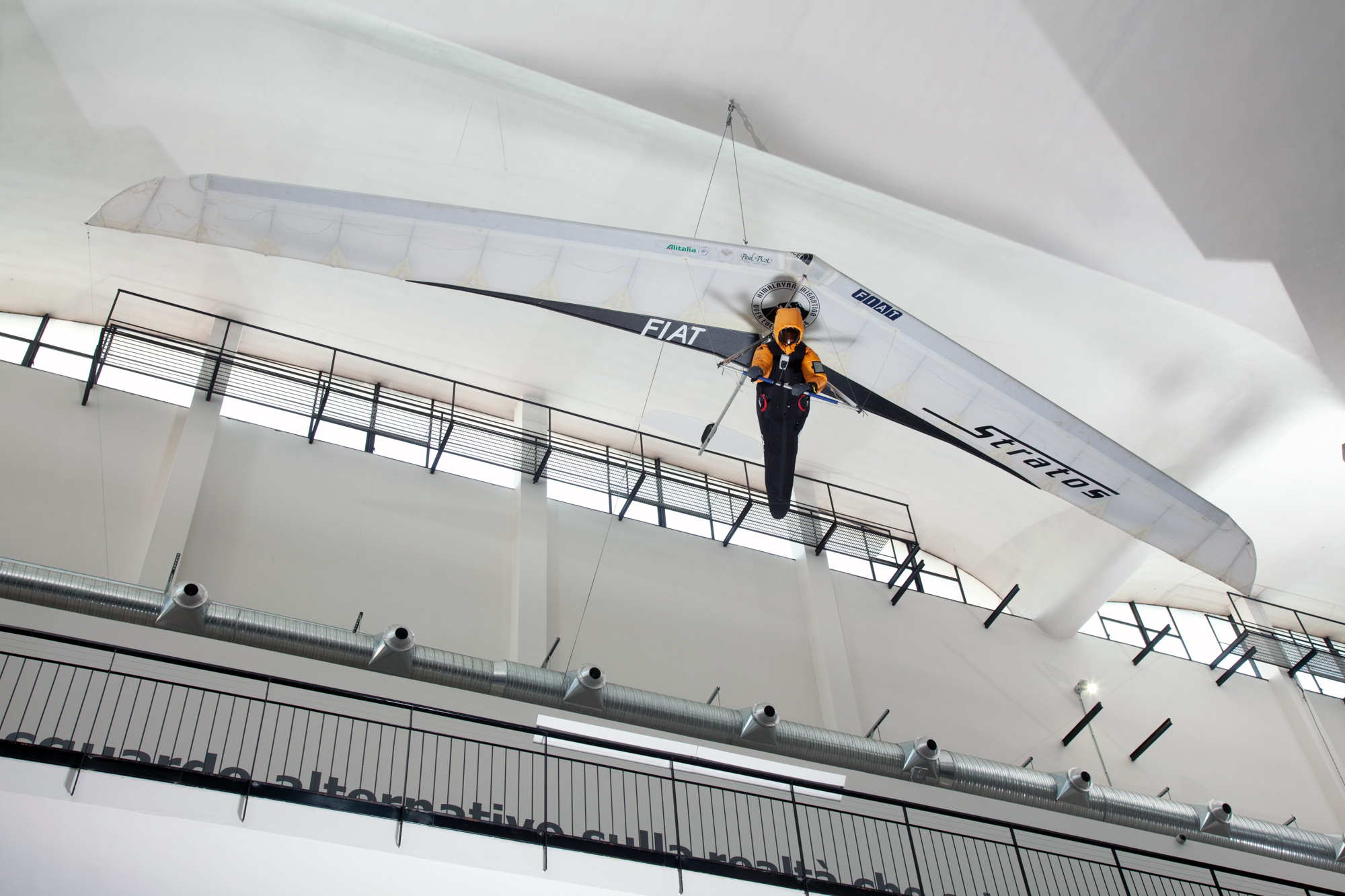
Deltaplano ad ala rigida Icaro Stratos, con cui Angelo D'Arrigo stabilì il nuovo record di quota nella categoria volo a vela sorvolando l'Everest (24 maggio 2004). Esposto al Museo nazionale della scienza e della tecnologia Leonardo da Vinci di Milano.

Ala rigida è il nome che si attribuisce ad alcuni tipi di deltaplani di recente generazione (in italia dopo gli anni '90), nei quali il bordo d'attacco non è sostenuto (e costituito) da tubi flessibili di alluminio aeroautico, ma da "tubi" di carbonio, non rotondi ma con la forma del bordo di attacco di un'ala di aereo.
Questi deltaplani sono più veloci ed efficienti dei deltaplani a tubi flessibili di alluminio, ma richiedono una guida più precisa. I comandi sono a spostamento di peso come nei tradizionali deltaplani "ad ala flessibile" ma accompagnati anche dal movimento di elementi mobili (spoiler).
La velocità media di trim è sui 50–60 km/h contro i 40-50 dei flessibili e, contrariamente a questi ultimi, la velocità in picchiata supera di solito nettamente i 100 km/k. Mentre l'efficienza dei flessibili si colloca tra 10 e 14, l'efficienza delle ali rigide è superiore a 15 già nei primi modelli come l'exxtacy, per giungere a 18 nell'atos, a circa 19-20 nell'atos vr e si avvia a superare i 20 nei modelli di ultima generazione, cominciando ad avvicinarsi alle efficienze degli alianti (che variano tra 30 e 70).
Di conseguenza anche il modo di concepire il volo si allontana da quello dei primi deltaplani (ormai quasi raggiunti in efficienza dai migliori parapendii) per avvicinarsi in parte a quello degli alianti.